# Zamek Królewski w Radomiu
Zamek Królewski w Radomiu – zabytkowy budynek w Radomiu, położony w dzielnicy Miasto Kazimierzowskie. Obiekt jest częścią szlaku turystycznego Zabytki Radomia.
Zamek królewski położony był w drugiej połowie XVI wieku w powiecie radomskim województwa sandomierskiego.

## Historia

### Faza gotycka
Zamek został wzniesiony w latach 1340–1350 na polecenie króla Kazimierza Wielkiego wraz z systemem murów miejskich Nowego Radomia. Obiekt ten, określany początkowo jako curia (dwór), pełnił przede wszystkim rolę stacji podróżnej dla króla. Składał się początkowo z dwóch piętrowych budynków połączonych gankiem komunikacyjnym. Jeden z budynków pełnił funkcję mieszkalną dla króla i nazywany był „Domem Wielkim”. Miał wymiary 11x38 i znajdował się od strony południowej wystając nieco na zewnątrz murów obronnych. Drugi budynek pełnił rolę gospodarczą, miał wymiary 10x20 metrów i był zlokalizowany od strony zachodniej. W skład zespołu wchodziła w tym czasie przynajmniej jedna wieża.
Rozbudowa zamku nastąpiła jeszcze w XV wieku. Zamek został oddzielony od miasta własnym murem obronnym. Wjazd na dziedziniec prowadził od strony północnej przez bramę przy obecnej ul. Grodzkiej.

### Faza renesansowa
W latach 1510–1515 na polecenie króla Zygmunta Starego zamek został przebudowany i rozbudowany w stylu późnogotycko-renesansowym przez starostę radomskiego Mikołaja Szydłowieckiego. Przebudowa miała na celu stworzenie wygodnej rezydencji, w której król mógłby zatrzymywać się w czasie swoich podróży z Krakowa do Wilna. Przypuszczalnie wtedy ozdobiono zamek późnogotycką kamieniarką, której fragmenty odkryto podczas prac archeologicznych. Po przebudowie rezydencja królewska miała kształt trójkondygnacyjnego podłużnego budynku z kamiennymi krużgankami i dekoracją gotycko-renesansową. W miejscu obrad sejmu w 1505 r. powstało znane z ostatnich wykopalisk pojedyncze skrzydło oraz wieża mieszkalna w typie wieży w Piotrkowie Trybunalskim, przypuszczalnie zwieńczona później attyką. Wieża w Radomiu musiała być na tyle wygodną rezydencją, że poza Krakowem, Wilnem i Piotrkowem, tylko w Radomiu król Zygmunt Stary zatrzymywał się na dwa–trzy tygodnie. W tym czasie w narożniku zamku od strony murów miejskich powstała Wieża Biała o szerokości od czoła 11 metrów.
W latach 1563–1566 zamek był przymusowym miejscem pobytu Katarzyny Habsburżanki, odsuniętej przez męża Zygmunta Augusta.
Według lustracji z 1554 roku „Brama miała z boku lokal burgrabiego. Na prawo w dziedzińcu dom piętrowy z kuchnią i gospodarskiemi izbami na dole, a jadalnią na górze, która gankiem oszklonym łączyła się z domem wielkim. ten na dole miał jedną, na górze dwie izby i kilka komnat; drugie piętro miało salę wkoło opatrzoną oknami. Od podwórza były krużganki. Między obu domami stała wieża a wniej 4 sklepy. Ku wschodowi za dużym domem była wieża „biała” (dla złoczyńców) i przy plebanii druga wieża (dla szlachty). Ztąd do bramy stroną północną ciągnął się mur trzyrosztowy bez blanków, wzdłuż niego taras. Budynki były z muru podskorupione lub gontem kryte, na piwnicach. Okna z błonami szklanemi okratowane lub z żelaznymi okiennicami. W jednej komnacie strop malowany z pozłacaniem. Za murem przekop z trzema sadzawkami i wał, na który wychodziło się furtą, bo tu był ogród, łaźnia i browar.
Według inwentarza spisanego po śmierci w 1567 roku starosty Jana Lutomierskiego do zamku prowadziła brama z wrotami od strony kościoła wysoka „na trzy roszty”. Następnie opisano budynek gospodarczy z piekarnią i kuchniami: „U bramy od strony zachodniej stał dom murowany, w którym dolne i wyższe gmachy znajdowały się. Naprzód na dole była piekarnia, podle piekarni izba czeladna, dalej szły kuchnie, a za niemi sklep dla kuchennych rzeczy. Od tego pomieszczenia prowadziło wejście na zbudowany niedawno mur, na taras lub do wieży „która była w murze miejskim na pół stai ode dworu.” Następnie opisano wieżę: „W tej wieży było więzienie, dobrze oknami z kratą opatrzone. W kacie tych dolnych gmachów była furta na wał, od której szedł ganek murowany między sadzawkami, prowadzący do baszty drewnianej, gliną z wierzchu oblepionej. Do wierzchnich gmachów szło się przez tenże ganek do izby, potem izdebki, dalej kownatki, a z tej drzwi prowadziły na blank i na wielki dom do pokoju.”
Później opisano Dom Wielki, który stał nad na południe nad „przekopem”, miał piętro i który był pokryty dachówką. Na dole były piwnice, a na parterze pomieszczenia „podle sklepów stała wieża, w niej ganek sklepisty oskorupiony; z niego szła sionka podobnież sklepista, z sionki przechodziło się do wielkiej izby mającej drzwi fladrowane, wielki piec polewany i okna w ołów oprawne. Stały tam w okrąg stoły i ławy dębowe, po trzech stronach umieszczone.”
Na piętro prowadził portal kamienny i podwójne drzwi „z niego szedł ganek ze słupami kamiennemi ochędożnie wyrobionemi”. Z ganku wchodziło się do sali „mającej drzwi żelazne dwoiste, okna w ołów oprawne i ławy dębowe; po jednej stronie pod oknem był komin marmurowy, na środku stół lipowy. Z tej Sali na lewo była Izba Wielka, z piecem polewanym na fundamencie kamiennym stojącym; drzwi miała także żelazne, stoły sosnowe, ławy w okrąg, a na ścianach w okrąg listwy do obicia i podkład (sufit) z pozłocistymi kwiatami, malowany. Dalej z Sali szło się do komory w wieży, sionki, izby i komnat. Od tego domu na wschód był mur, przy którym blanki dwoje zwierzchnie, pod którymi znajdowało się 15 komór. Dalej tymże murze stała Biała Wieża w pośrodku blanków, wierzch po włosku mająca; tu na dole był zrąb dębowy dla więźniów z kratą żelazną, izby i komory, a dach gontami pobity”. Biała Wieża we wcześniejszej fazie była basztą stojącą przy murze miejskim. Jej nazwa pochodziła od pokrywającego ją tynku, co wyróżniało ją od otaczającej zabudowy. Jej górną część wieńczyła renesansowa attyka. W XVI i XVII wieku w wieży mieściło się więzienie.
Kolejne prace modernizacyjne prowadzono przypuszczalnie z inicjatywy kolejnych starostów: Piotra Firleja z Dąbrownicy i Jana Lutomierskiego.
Zamek został spalony w 1655 roku przez Szwedów podczas Potopu, a później wielokrotnie remontowany i przebudowywany.
Ostatni starosta Aleksander Potkański w 1787 roku dokonał modernizacji zamku na dwór wygodniejszy i archiwum. Zburzono wówczas piętro Domu Wielkiego, a z dwóch sal zrobiono 10 pokoi. Wyremontowano też jedną wieżę o dwóch piętrach.
W XIX wieku zburzono mury obronne miasta, a wraz z nimi ostatnie wieże zamkowe i mur z bramą. Przebudowano także zachowany do dziś parter dawnego zamku. Ze względów na zły stan rozebrany został także budynek gospodarczy, a na jego fundamentach wzniesiono nowy istniejący do dziś.

### Czasy współczesne
Do dziś zachowały się dwie kondygnacje (w tym piwnice) tzw. Domu Wielkiego, w którym mieści się plebania kościoła farnego pw. św. Jana. Zachowana grubość murów budynku dochodzi do 2,5 m. Od strony południowej widoczne jest pięć niewielkich gotyckich okienek doświetlających najniższą kondygnację oraz fragmenty kamiennego parapetu i obramienia okna z czasów renesansu. Od strony zachodniej odsłonięty jest w pełnej długości fragment kolejnego renesansowego okna. Na obu elewacjach podczas ostatniego remontu uczytelniono oryginalne wątki ceglane. Od strony zachodniej do budynku dostawiona jest rekonstrukcja częściowa muru miejskiego ustawiona na oryginalnym fundamencie kamiennym. Na fundamentach byłego budynku gospodarczego mieszczącego pierwotnie kuchnie i nazywanego „domem wedle bramy” (później „kamienicą starościńską”) w XIX wieku wniesiono do dziś istniejący budynek.
Obecnie trwają prace remontowe mające odsłonić w piwnicach fundamenty zamku na potrzeby przyszłego muzeum historii zamku w Radomiu. W Domu Gotyckim w Puławach zachowało się nadproże portalu pochodzące z zamku w Radomiu oraz fragment gzymsu. Z zamku mogą pochodzić także portale znajdujące się w kościele farnym, ponieważ zbliżone są w formie do portali z zamku Aleksandra na Wawelu.
W murze okalającym dzisiaj teren plebanii znajdują się tablice upamiętniające uchwalenie w Radomiu Konstytucji Nihil Novi oraz zawarcie unii wileńsko-radomskiej.

## Galeria

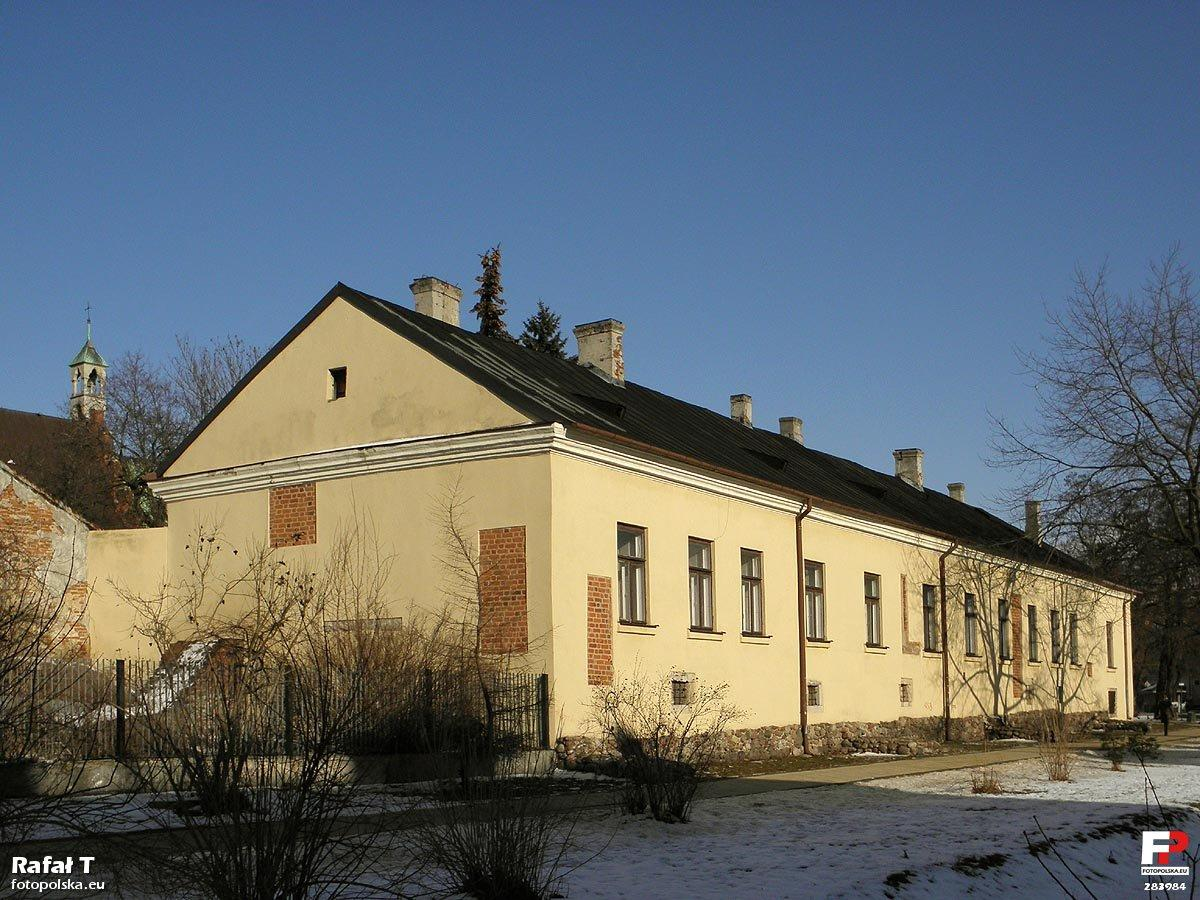
Pozostałości zamkowego „Domu Wielkiego” po XIX-wiecznej przebudowie na plebanię
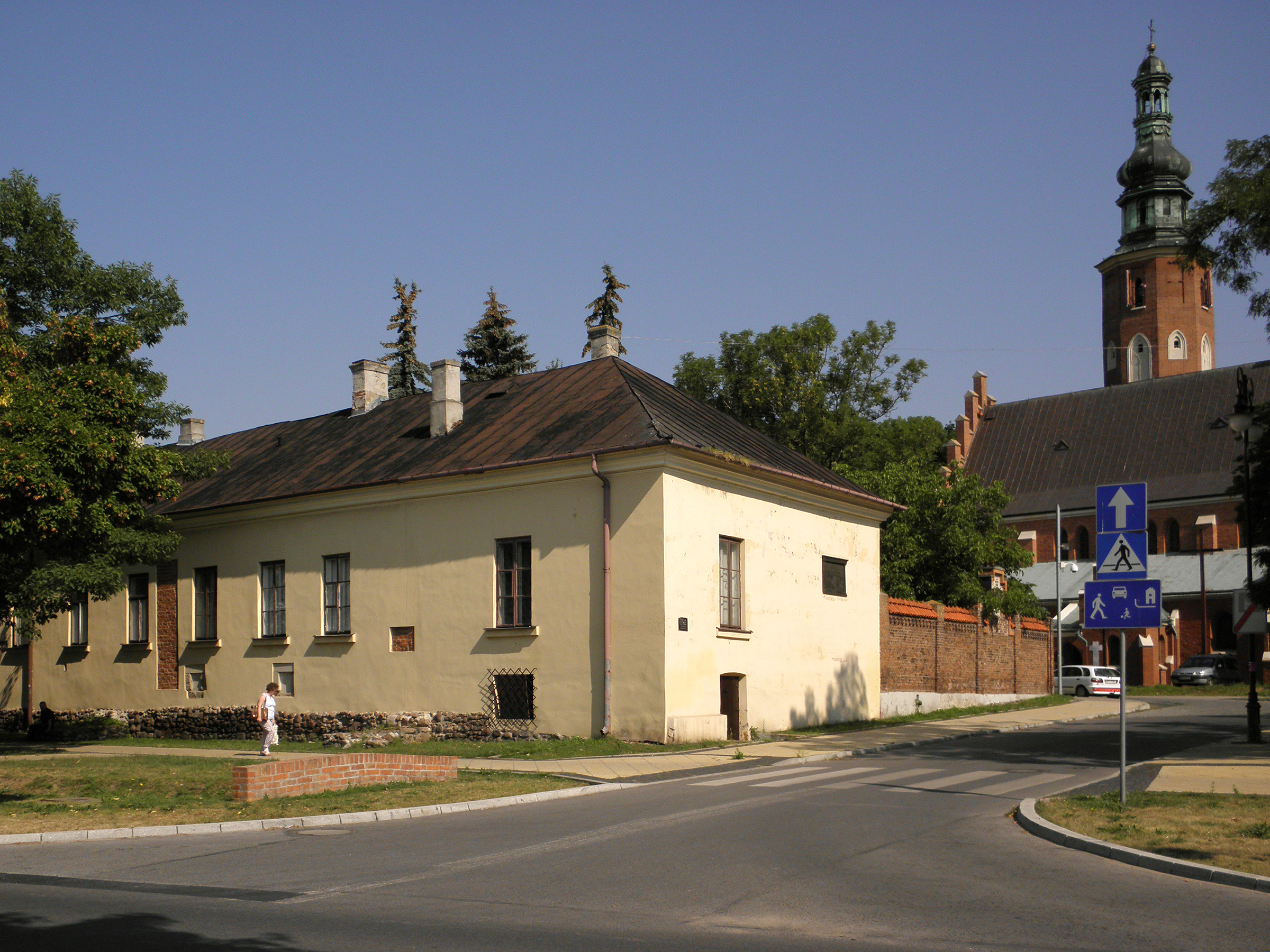
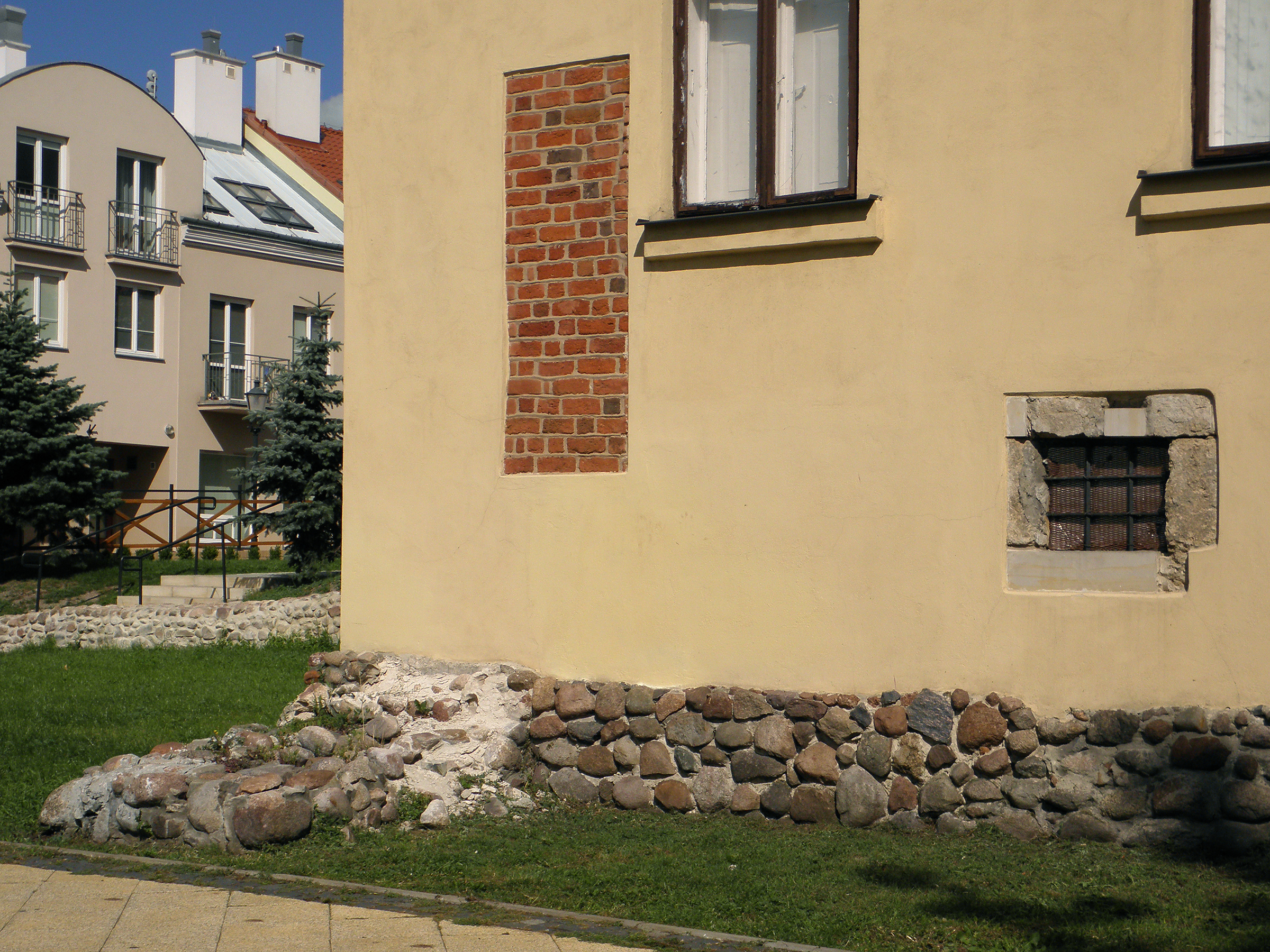
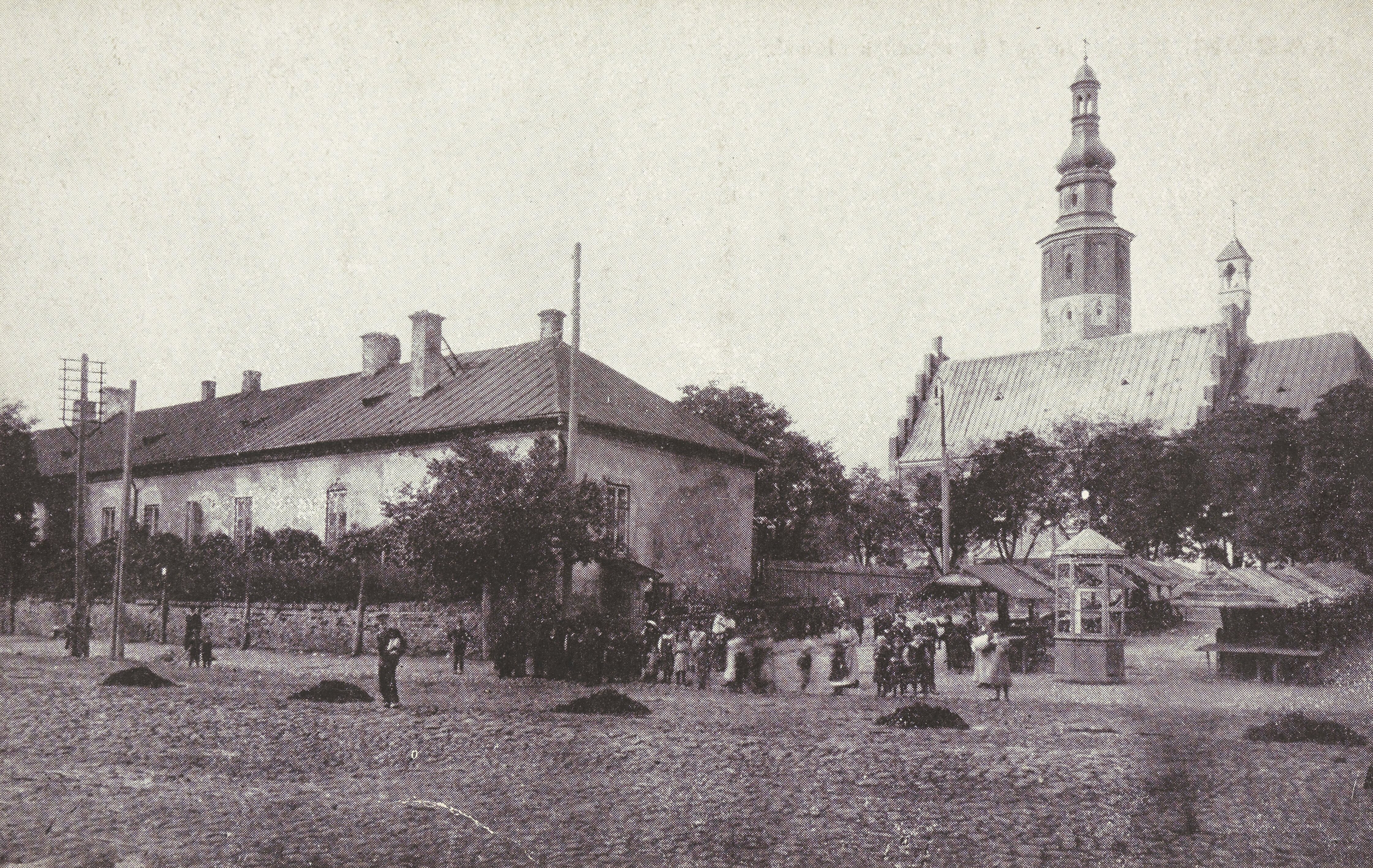
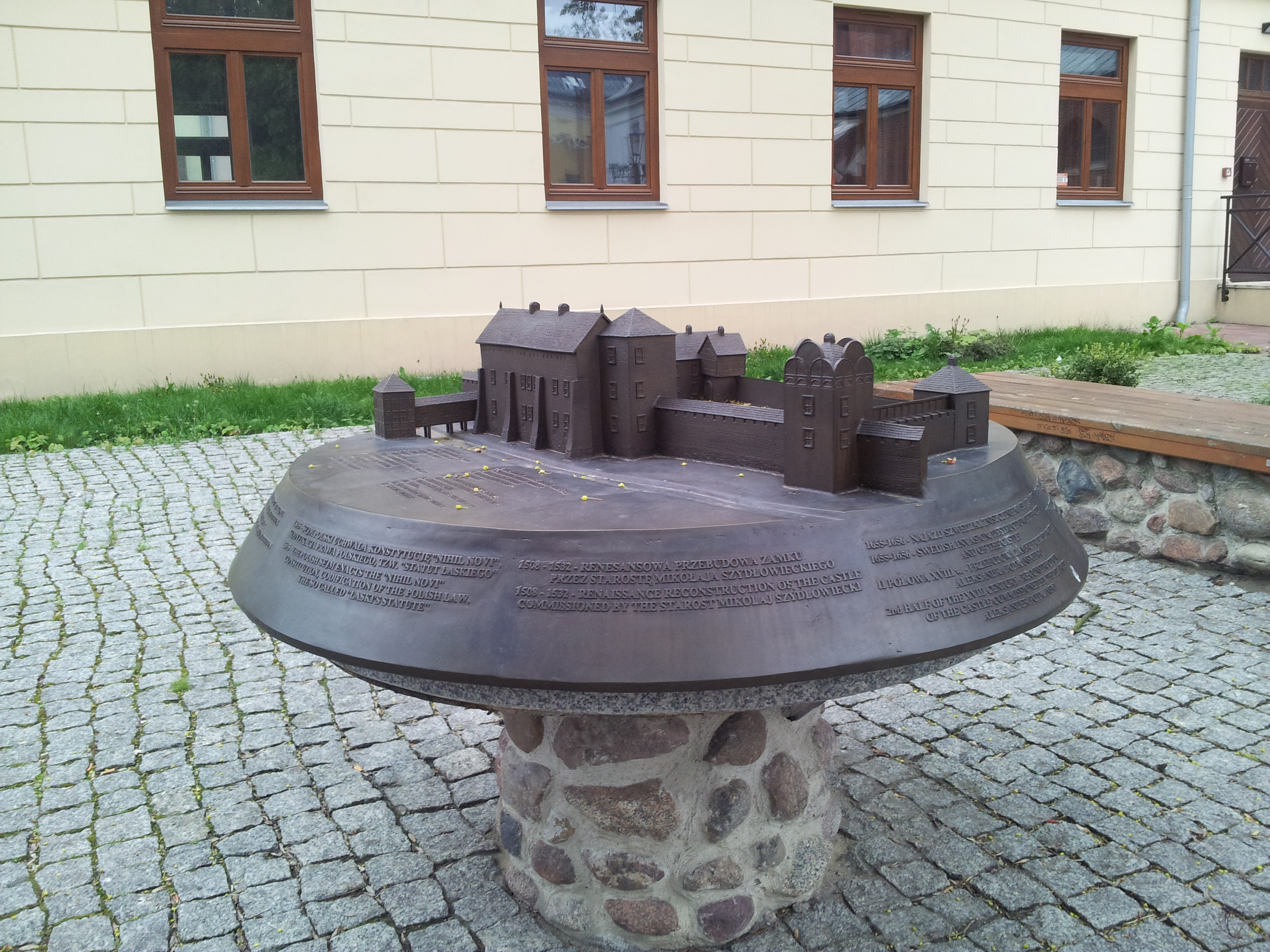
Model zamku według stanu z XVII wieku